# Gus Greco
Gus Greco (Sault Ste. Marie, Ontario, 1963. április 7. –) kanadai jégkorongozó.

## Pályafutása
Komolyabb junior karrierjét az Ontario Hockey League-ben kezdte 1980-ban a Windsor Spitfiresben, majd az 1981-es NHL-drafton a Colorado Rockies a negyedik kör 66. helyén választotta ki. A National Hockey League-ben sosem játszott. Ezután még 1982–1983-ig maradt a Windsor Spitfiresnél. 1982–1983-ban a szintén OHL-es Sault Ste. Marie Greyhoundsba került, ahol a következő évet is töltötte. Miután túlkoros lett az OHL-be, így az International Hockey League-es Salt Lake Golden Eaglesbe került. Tíz mérkőzésen játszott, három asszisztot jegyzett. Ezután visszavonult. Az 1990-es évek közepén még rövid ideig visszatért egy floridai szenior ligába játszani.